# 플라잉카

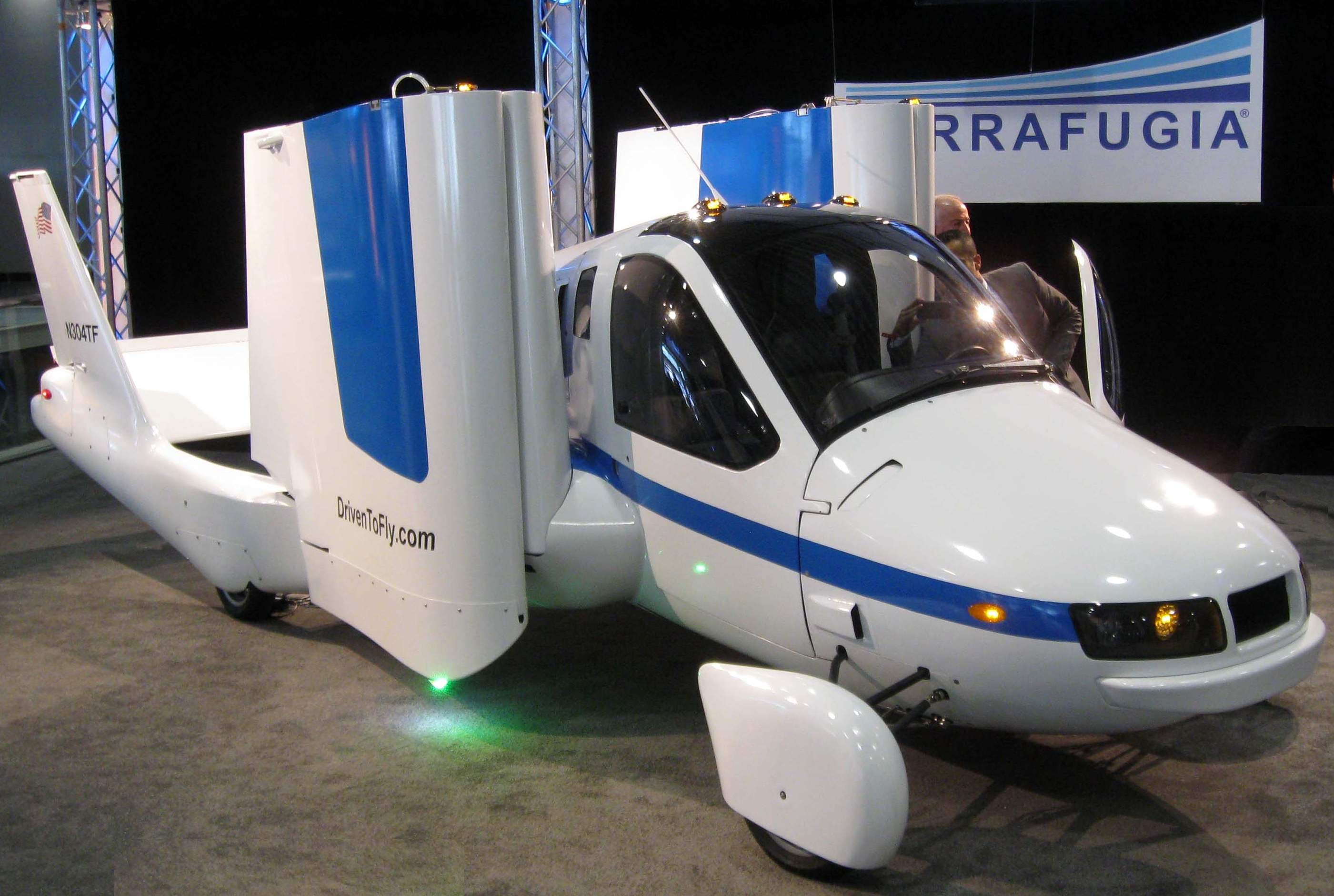

플라잉카(영어: Flying car)는 하늘을 나는 자동차다.